# Urszula Łunio
Urszula Łunio (* 17. Februar 2004 in Olsztyn) ist eine polnische Beachvolleyballspielerin.

## Karriere
Mit Melania Marcinowska beendete die aus Ermland-Masuren stammende Athletin die U20-Europameisterschaft 2021 auf dem geteilten neunten Platz. Bei der U19-WM standen die beiden ebenfalls im Achtelfinale und bei den unter Einundzwanzigjährigen wurden sie Siebzehnte. Im Jahr danach startete Łunio mit einer neuen Partnerin. Mit Małgorzata Ciężkowska bestritt sie zunächst einige nationale Events und siegte dabei zum ersten Mal bei einem Beachvolleyballturnier im Erwachsenenbereich. In Kozienice stand das Duo auf der obersten Stufe des Podests. Sie erkämpften anschließend fünfte Plätze bei der kontinentalen Meisterschaft der unter Zwanzigjährigen sowie den U19-Welttitelkämpfen. Ein Jahr später gewannen sie zwei Wettbewerbe der polnischen Beachserie und wurden in Riga nach dem Finalsieg über die Schweizerinnen Bossart / Kernen U20-Europameisterinnen. Bei der U21-WM belegten die Polinnen den Bronzerang. 2024 wurden sie U22-Vizeeuropameisterinnen und standen eine Woche später ebenso im Endspiel beim Futures in Krakau. Am Ende der Saison erreichten sie ihr wertvollstes Resultat bis zu diesem Zeitpunkt, als sie beim Challenge in Nuvali erst im Halbfinale gestoppt werden konnten.